# Carnaval de Venècia
El Carnaval de Venècia (italià: Carnevale di Venezia) és un festival anual que se celebra a Venècia, Itàlia, famós arreu del món pels seus elaborats vestits i màscares. El Carnaval acaba el Dimarts de Carnaval (Martedì Grasso o Mardi Gras), que és el dia abans de l'inici de la quaresma, el Dimecres de Cendra.
El Carnaval té els seus orígens a l'edat mitjana, que va existir durant diversos segles fins que va ser abolit el 1797. La tradició es va recuperar el 1979, i l'esdeveniment modern ara atrau aproximadament 3 milions de visitants anualment.